# Reza Pahlaví (II)
Reza Pahlaví (en persa: رضا پهلوی; Teherán, 31 de octubre de 1960) es un líder iraní de la oposición y defensor de la democracia liberal en Irán. Miembro de la dinastía Pahlaví, es el hijo mayor de Farah Diba y de Mohammad Reza Pahlaví, el último sha de Irán.
Reza Pahlaví ha sido descrito como el “chico símbolo del movimiento democrático” en Irán. Es el fundador y líder del Consejo Nacional de Irán, un grupo opositor iraní en el exilio. También es partidario de un referéndum libre en Irán para determinar la naturaleza del futuro gobierno. Fue proclamado oficialmente príncipe heredero de Irán Pahlaví en 1967, durante la coronación de su padre. Formado como piloto de combate en Estados Unidos, Pahlaví ofreció sus servicios a Irán durante la Guerra Irán-Irak, pero el gobierno iraní rechazó su propuesta. Es participante activo del movimiento democrático iraní y un destacado crítico del gobierno de la República Islámica de Irán. Ha pedido en reiteradas ocasiones el fin de dicho régimen y ha convocado protestas en su contra.
Pahlaví ha abogado por que Irán se convierta en aliado de Occidente y de la Unión Europea. Según The Daily Telegraph, Pahlaví goza de reconocimiento tanto dentro como fuera del país, además de contar con planes para reformar Irán. El Atlantic Council lo ha presentado como una figura unificadora dentro de la oposición iraní.
En febrero de 2025, diversos sectores de la oposición iraní lo designaron como líder de la oposición y del futuro gobierno de transición, “hasta la formación de la primera asamblea nacional y el inicio de un gobierno democrático mediante elecciones libres”.

## Biografía

### 1960-1979

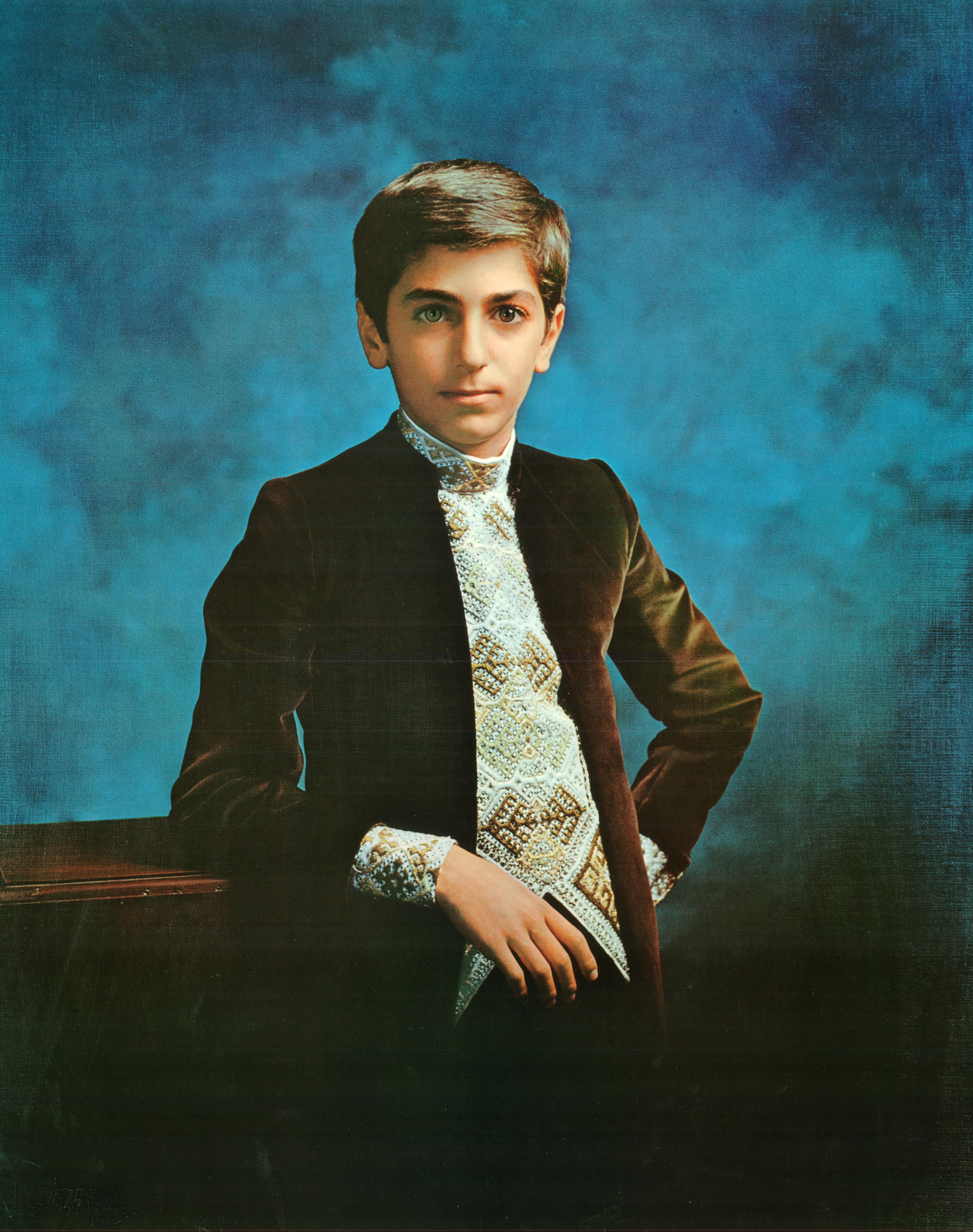
Reza Pahlavi en 1973 como Príncipe Heredero de Irán.

Sucedió a su padre como Jefe de la Casa Pahlaví y es actualmente el sucesor al trono de Pahlaví de Irán. Como tal es llamado por sus partidarios "Su Majestad Imperial Reza II Shah", aunque él mismo no use este título.
En 1978, Reza Pahlaví, entonces el Príncipe heredero de Irán, abandonó su patria para completar su enseñanza superior en los Estados Unidos. Reza Pahlavi completó el Programa de adiestramiento de la Fuerza Aérea de los Estados Unidos en la antigua Base Aérea Reese en Lubbock, Texas, y fue piloto de caza (como tal prestó servicio entre 1978 y 1979). Se graduó en Ciencias Políticas de la Universidad de California del Sur.

### 1979-2020
Tenía dieciocho años de edad cuando su familia fue forzada al exilio a consecuencia de la revolución islámica liderada por el ayatolá Jomeini.
Reza Pahlaví llegó a El Cairo, Egipto, en marzo de 1980 junto a su familia.
Cuando su padre, Mohammad Reza Pahlaví, se encontraba enfermo y en las últimas semanas de su vida, algunos medios informaron que ciertos elementos monárquicos habían aconsejado al sha reemplazar a Reza por su hijo menor, Alí Reza (que tenía 13 años en ese momento), junto con la instauración de un consejo de regencia, alegando que la formación, preparación e interés de Reza en los asuntos públicos eran demasiado limitados para convertirse en su sucesor. Se entiende que el sha rechazó esa idea y abdicó a favor de uno de sus dos hijos.
Tras la muerte del sha el 27 de julio de 1980, Farah Pahlaví se proclamó regente, un título en pretensión. En su vigésimo cumpleaños, el 31 de octubre, Reza Pahlaví se proclamó nuevo rey de Irán, como Reza Shah II, y legítimo sucesor al trono de la dinastía Pahlaví. Inmediatamente después, un portavoz del Departamento de Estado de los Estados Unidos, John Trattner, se desvinculó de Reza Pahlaví al declarar que su gobierno no tenía la intención de apoyarlo, asegurando que reconocían al gobierno iraní.
Reza Pahlaví ha utilizado su perfil internacional como iraní en el extranjero para hacer campaña en favor de los derechos humanos, la democracia y la unidad entre iraníes dentro y fuera del país. En su sitio web, aboga por la separación entre religión y Estado en Irán y por elecciones libres y justas “para todos los individuos amantes de la libertad y las ideologías políticas”. Exhorta a todos los grupos comprometidos con una agenda democrática a colaborar para establecer un gobierno iraní democrático y laico.
En febrero de 2011, tras el estallido de la violencia en Teherán, Pahlaví afirmó que los jóvenes iraníes estaban decididos a deshacerse de un gobierno autoritario marcado por la corrupción y el desgobierno, con la esperanza de instaurar una democracia. «El cambio fundamental y necesario ya se ha retrasado demasiado en nuestra región, y tenemos toda una generación de jóvenes egipcios e iraníes que no están dispuestos a aceptar un no por respuesta», declaró a The Daily Telegraph. «La democratización es ahora una necesidad imperiosa. Solo es cuestión de tiempo antes de que toda la región se transforme».
En junio de 2018, declaró: «Creo que Irán debe ser una democracia parlamentaria y laica. La forma final debe ser decidida por el pueblo». En una presentación en el Washington Institute for Near East Policy en diciembre de 2018, pidió apoyo no militar para quienes en Irán intentaban sustituir el régimen islamista por una democracia secular. Según medios, “no pedía abiertamente la restauración del Trono del Pavo Real… se presenta más como símbolo que como político, aunque ha dicho estar ‘listo para servir a su país’”.

### 2020-2025
Durante las manifestaciones antigubernamentales en 2022 tras el colapso del edificio en Abadán, Pahlaví predijo el colapso del régimen islámico debido a acontecimientos como el derribo del Vuelo 752 de Ukraine International Airlines, la prohibición de importar vacunas y pruebas extranjeras contra la COVID-19, y el alza de los precios de los alimentos. Llamó a los miembros de las fuerzas armadas iraníes que se oponen al régimen a participar en acciones de desobediencia pacífica y pidió la formación de un frente coordinado contra el gobierno. Aunque reconoció el respaldo de manifestantes que pedían el retorno de la monarquía, dijo: «Lo más importante que hago en respuesta a la confianza del pueblo iraní es reforzar sus voces. No les digo qué hacer. No soy un líder político».
En una entrevista en febrero de 2023 con The Daily Telegraph, Pahlaví pidió a los gobiernos británico y europeos que proscribieran al Cuerpo de Guardianes de la Revolución Islámica (IRGC), afirmando que tal acción sería “extraer el colmillo más grande del régimen”. Expresó su convicción de que la caída del régimen es ahora más probable que en décadas pasadas, dado que incluso los reformistas han optado por el derrocamiento completo del sistema. Aunque reconoció que muchos disidentes desean que tenga un papel central en un nuevo gobierno, reiteró que dejará al pueblo decidir si restaurar o no la monarquía, y que no se postulará a ningún cargo político si el régimen cae. También advirtió que el mayor reto para una futura Irán democrática será controlar las fuerzas armadas y hacer justicia por los crímenes del régimen. Propuso seguir ejemplos como los juicios de Núremberg o la Comisión de la Verdad y Reconciliación (Sudáfrica) para enjuiciar a altos mandos, pero permitir la reintegración de funcionarios de menor rango.
En marzo de 2023, Pahlaví realizó una gira por el Reino Unido y dio un discurso en la Oxford Union. Allí afirmó que “el laicismo es un requisito previo para la democracia” y que los regímenes islámicos fracasan al no respetar la libertad religiosa. Pidió restablecer el derecho al acceso a Internet en Irán para facilitar la comunicación entre movimientos disidentes y defendió el uso de tácticas no violentas para derribar al régimen.
El 17 de abril de 2023, Pahlaví y su esposa Yasmine visitaron Israel en un intento de “reconstruir las relaciones históricas entre Irán e Israel”. Durante su visita, acudió al Muro de los Lamentos y a Yad Vashem con motivo de Yom HaShoah, y se reunió con el presidente Isaac Herzog y el primer ministro Benjamin Netanyahu. También presentó sus condolencias a la familia Dee en el asentamiento de Efrat, en Cisjordania, tras el asesinato de las hermanas Maia y Rina y su madre Lucy en un atentado durante la Pascua judía.
En 2023, el Atlantic Council sugirió que Pahlaví puede ser una figura unificadora de la oposición iraní.
El 17 de junio de 2025, en el contexto de la guerra Irán-Israel, Pahlaví declaró que la República Islámica de Irán está “al borde del colapso”. Señaló que las divisiones internas y las deserciones dentro del régimen son señales claras de su inminente caída. Expresó su confianza en que el pueblo iraní, que ha resistido durante años, pronto alcanzará su liberación, y afirmó que ya existen planes para una transición democrática. Pahlaví hizo un llamamiento a las fuerzas armadas y de seguridad para que abandonen al régimen y se unan al movimiento por el cambio. Dos días después, dijo ante un grupo bipartidista de miembros de la Cámara de Representantes de Estados Unidos que había “decidido dar un paso al frente, no para buscar poder, sino para cumplir con el deber de liderar esta transición”.
En 2024, Worldcrunch identificó a Pahlaví como “el camino más directo hacia la democracia iraní”. Los editores de Worldcrunch afirmaron que Pahlaví es la figura más unificadora de la oposición iraní. También señalaron que como príncipe heredero representa la continuidad de la historia de Irán y ofrece una narrativa alternativa a la del régimen de los ayatolás.

### Sucesión
Reza Pahlaví II es el primero en la línea de sucesión de su difunto padre. En cambio, su hermano menor, Alí Reza Pahlaví II, fue segundo en la línea hasta su muerte por suicidio en 2011. Antes del nacimiento de Reza Pahlaví, el heredero presunto era Patrick Ali Pahlaví, primo del príncipe heredero. 
En febrero de 2019, Reza Pahlaví lanzó la iniciativa "Proyecto Fénix de Irán". Según The National Interest, esta fue "diseñada para acercar las distintas corrientes de la oposición hacia una visión común para un Irán posclerical".

#### Dentro de Irán
Un informe publicado por la Brookings Institution en 2009 afirmó que Pahlaví carecía de una base organizada dentro de Irán, ya que no existía un movimiento monárquico serio en el país. El informe describió a Pahlaví como alguien que "tenía poco en común con los intelectuales y estudiantes que componen el núcleo del movimiento reformista".  Durante las Protestas en Irán de 2017-2018, algunos videos en redes sociales mostraron manifestantes coreando consignas a favor del abuelo de Pahlaví y pidiendo su regreso. En muchas ocasiones, los videos indicaban que esas consignas monárquicas eran rechazadas por otros manifestantes.
En enero de 2023, el académico iraní radicado en Nueva York, Arash Azizi, observó que entre los jóvenes iraníes en redes sociales y manifestaciones públicas el apoyo a Pahlaví se había vuelto más visible, y argumentó: "Para cualquier observador imparcial de Irán, Pahlaví cuenta con cierto grado de apoyo en la sociedad iraní, aunque es difícil determinar cuán amplio es". También mencionó que varios activistas disidentes y celebridades iraníes como Dariush Eghbali (encarcelado bajo el sha), la actriz Shohreh Aghdashloo, el actor Hamid Farrokhnezhad y la olímpica Kimia Alizadeh han expresado su apoyo a Pahlaví como figura unificadora de los movimientos contra el régimen. El intelectual residente en Teherán, Khashayar Dayhimi, opinó: "Creo que, si hubiera un referéndum hoy y Reza Pahlaví estuviera en la papeleta, ganaría fácilmente porque la gente no conoce a nadie más".
La Universidad de Navarra publicó un artículo en 2023 en el que se indicaba que existía apoyo a Pahlaví dentro de Irán, así como el uso de consignas como "Pahlaví es nuestra elección, el líder de nuestra revolución" y "Pahlaví, eres nuestro representante". En 2024, una encuesta realizada por un instituto estadounidense reveló que casi el 80% de los iraníes preferían a Pahlaví frente al liderazgo actual de la República Islámica.

#### Entre los expatriados iraníes
Pahlaví goza de amplia popularidad entre la generación más antigua de la diáspora iraní que dejó Irán durante la revolución de 1979, así como entre ciertos sectores dentro del país. En 2006, Connie Bruck de The New Yorker escribió que Los Ángeles albergaba a unos 600,000 expatriados iraníes y lo describió como un bastión monárquico.
Una encuesta de 2013 realizada por el Centro de Investigación en Ciencias Sociales de la Universidad George Mason reveló que el 85 % de los iranio-estadounidenses encuestados no apoyaba a ningún grupo u opositor iraní. Del 15 % restante que expresó apoyo, el 20 % lo hizo hacia Pahlaví.

#### Estrategias para derrocar a la República Islámica
Durante la Reunión de Derechos Humanos en Ginebra, el 20 de febrero, el príncipe Reza Pahlaví presentó cinco estrategias clave para derrocar a la República Islámica y reconstruir Irán, que incluyen:
- movilizar redes populares dentro del país;
- unificar a la diáspora iraní;
- ejercer la máxima presión sobre los gobiernos del G20 para que apoyen al pueblo iraní;
- generar una fisura dentro de la estructura del régimen para fomentar deserciones; y
- prepararse para la estabilización política y la celebración de elecciones democráticas.[36][37]

#### Otros temas abordados
Papel de las mujeres. Recordó que la primera acción tomada por Ruhollah Khomeini fue la derogación de la Ley de Protección Familiar, y afirmó: «Permítanme ser claro; las mujeres iraníes no luchan solo contra el hiyab obligatorio en Irán, su lucha no es por un simple pedazo de tela, sino por recuperar la igualdad y su país». También destacó la valentía de mujeres como Fatemeh Sepehri, Nasrin Shakeri y Nahid Shirpishe, que continúan resistiendo a pesar del encarcelamiento y la persecución.
Destrucción ambiental. Bajo la República Islámica: el Lago Urmía y ríos como el Zayandeh se han secado. «La contaminación del aire en Teherán y Ahvaz está entre las peores del mundo. La polución en Irán a menudo alcanza niveles tóxicos, lo que obliga a cerrar escuelas y negocios, y quienes se atreven a hablar —como los activistas medioambientales como Kavous Seyed Amami— son encarcelados o asesinados». Denunció estas acciones como un crimen contra el medioambiente y el pueblo iraní.
Crisis económicas y sociales. «En un país que debería estar entre los más ricos del mundo, un número creciente de compatriotas míos ni siquiera puede comprar pan, mucho menos carne».
Energía. Un país «sentado sobre la segunda reserva más grande de gas del mundo está sufriendo apagones generalizados. Pacientes mueren en hospitales, negocios quiebran y familias quedan en la oscuridad».
Durante la guerra Irán-Israel de 2025, mientras el gobierno israelí debatía un posible cambio de régimen en Irán, Pahlaví fue mencionado como el sucesor más probable al régimen del ayatolá Alí Jamenei.

## Opiniones políticas
Según ABC News, Reza Pahlaví defiende el establecimiento de un Irán laico, democrático y liberal.
Pahlaví ha declarado que no tiene intención de asumir un papel de liderazgo a largo plazo en Irán después de un eventual período de transición tras el fin del régimen, afirmando que corresponde al pueblo iraní decidir qué forma de gobierno prefiere, ya sea una monarquía constitucional o una república. Pahlaví aboga por un referéndum libre en Irán en el que el pueblo tenga la posibilidad de elegir. También ha afirmado que, tras la revolución islámica de 1979, llegó a la conclusión del valor de la “separación entre religión y Estado como principio primordial y condición previa para un orden democrático”. En una entrevista con la BBC, Pahlaví expresó su preferencia personal por que Irán se convierta en una república, ya que la considera más meritocrática.
Según una encuesta de GAMAAN con 158.000 iraníes, el 80 % desea reemplazar la República Islámica por un gobierno democrático. La misma encuesta indicó que Reza Pahlaví es el candidato principal para formar un consejo de solidaridad transitorio en Irán, con un apoyo de entre el 32 % y el 40 % entre 34 candidatos.
Pahlaví ha abogado por una mayor tolerancia dentro de Irán, promoviendo la creación de órganos de supervisión y el fortalecimiento de la sociedad civil para evitar la concentración del poder en un solo grupo. Ha sido llamado “el símbolo del movimiento democrático” en Irán. Se afirma que defiende una visión democrática para el país, promoviendo elecciones libres para establecer una asamblea constituyente. Según la Universidad de Navarra, Pahlaví “se ha negado a comprometerse con la restauración de la monarquía”. También ha dicho a parlamentarios europeos que Irán, tras el colapso del régimen, será aliado de Europa y de Occidente. Pahlaví sostiene que la democracia iraní debe ser laica y basada en los derechos humanos. Asimismo, defiende la integridad territorial de Irán.
Según ABC News, Pahlaví afirmó: «El papel que ofrezco en este proceso de transición es ayudar a garantizar un proceso fluido —para maximizar la participación de las fuerzas democráticas en este proceso».
Reza Pahlaví y la oposición iraní han instado a los países democráticos a apoyar sus esfuerzos para remover al régimen islámico y establecer una democracia laica en Irán. Pahlaví afirma que él y la oposición representan al movimiento democrático iraní, cuyos activistas son encarcelados e incluso torturados por el régimen islámico. Algunos activistas son ejecutados. Pahlaví también mantiene contacto con disidentes dentro del país.
Según la activista y periodista iraní Homa Sarshar, Pahlaví “ha sido coherente en su mensaje”. Sarshar cree que Pahlaví debería formar parte de una coalición. La Foundation for Defense of Democracies ha afirmado que un representante único podría ayudar a amplificar el mensaje iraní.

## Matrimonio y descendencia
Reza contrajo matrimonio con Yasmine Etemad-Amini el 12 de junio de 1986. Yasmine, graduada de la George Washington University Law School, trabajó diez años como abogada del Children’s Law Center. Yasmine fundó también la Fundación para los Niños de Irán en 1991.
El matrimonio ha tenido tres hijas: 
- Princesa Noor Pahlaví (nacida el de 3 de abril de 1992).
- Princesa Iman Pahlaví (nacida el 12 de septiembre de 1993). Casada con Bradley Sherman el 10 de mayo de 2025 en Nueva York.[44]
- Princesa Farah Pahlaví (nacida el 17 de enero de 2004).

Su esposa Yasmine comunicó en el mes de noviembre de 2018 que padecía de cáncer de mama.

## Trabajos publicados
- Reza Pahlavi, IRAN: L’Heure du Choix [IRAN: La Hora Decisiva] (Denoël, 2009).[45]
- Reza Pahlavi, Vientos de Cambio: El Futuro de la Democracia en Irán, Regnery Publishing Inc., 2002, ISBN 089526191X.
- Reza Pahlavi, Gozashteh va Ayandeh, London: Kayham Publishing, 2000.[46]

## Títulos y tratamientos

Estandarte del Príncipe Heredero de Irán.

- Su Alteza Imperial el Príncipe Heredero de Irán (1960–1979).
- Su Alteza Imperial el Príncipe Heredero Reza de Irán (como pretendiente al trono, 1979–presente).
- Reza Pahlaví (nombre plebeyo, 1979–presente).

## Distinciones honoríficas

### Distinciones honoríficas iraníes
- Caballero gran cordón de la Orden de Pahlaví (26/09/1967).[47]
- Medalla conmemorativa de la Coronación de Mohammad Rezā Shāh Pahlaví (26/10/1967).
- Medalla conmemorativa del 2500 Aniversario del Imperio de Irán (14/10/1971).
- Medalla conmemorativa de la Celebración de 2500 Aniversario del Imperio de Irán (15/10/1971).

### Distinciones honoríficas extranjeras

Escudo de Armas con Collar de la Orden de Isabel la Católica.

- Caballero de la Orden de los Serafines (Reino de Suecia, 24/11/1970).
- Caballero gran cruz de la Orden al Mérito de la República Italiana (República Italiana, 15/12/1974).[48]
- Caballero del collar de la Real Orden de Isabel la Católica (Estado español, 19/04/1975).[49]
- Caballero gran cruz clase especial de la Orden al Mérito de la República de Austria (República de Austria, 1976).
- Caballero del collar de la Real Orden del Tambor (Casa Real de Ruanda).[50]
- Caballero de la Suprema Orden de la Santísima Anunciación (Casa Real de Italia, 26/04/2023).[51]
- Llaves de la ciudad de Beverly Hills (Estados Unidos de América, 23/01/2017).[52]

## Ancestros
|  |                                        |  |  |  |  |  |  |  |  |  |  |  |  |  |  |  |
|  | 16. Capitán Murad Ali Khan             |  |  |  |  |  |  |  |  |  |  |  |  |  |  |  |
|  |                                        |  |  |  |  |  |  |  |  |  |  |  |  |  |  |  |
|  |                                        |  |  |  |  |  |  |  |  |  |  |  |  |  |  |  |
|  | 8. Mayor Abbas Ali Khan                |  |  |  |  |  |  |  |  |  |  |  |  |  |  |  |
|  |                                        |  |  |  |  |  |  |  |  |  |  |  |  |  |  |  |
|  |                                        |  |  |  |  |  |  |  |  |  |  |  |  |  |  |  |
|  | 4. Shah Reza Pahlaví de Irán           |  |  |  |  |  |  |  |  |  |  |  |  |  |  |  |
|  |                                        |  |  |  |  |  |  |  |  |  |  |  |  |  |  |  |
|  |                                        |  |  |  |  |  |  |  |  |  |  |  |  |  |  |  |
|  | 9. Noush Afarin Ayromlou               |  |  |  |  |  |  |  |  |  |  |  |  |  |  |  |
|  |                                        |  |  |  |  |  |  |  |  |  |  |  |  |  |  |  |
|  |                                        |  |  |  |  |  |  |  |  |  |  |  |  |  |  |  |
|  | 2. Shah Mohammad Reza Pahlaví de Irán  |  |  |  |  |  |  |  |  |  |  |  |  |  |  |  |
|  |                                        |  |  |  |  |  |  |  |  |  |  |  |  |  |  |  |
|  |                                        |  |  |  |  |  |  |  |  |  |  |  |  |  |  |  |
|  | 10. General Teymūr Khan Ayromlou       |  |  |  |  |  |  |  |  |  |  |  |  |  |  |  |
|  |                                        |  |  |  |  |  |  |  |  |  |  |  |  |  |  |  |
|  |                                        |  |  |  |  |  |  |  |  |  |  |  |  |  |  |  |
|  | 5. Nimtaj Ayromlou                     |  |  |  |  |  |  |  |  |  |  |  |  |  |  |  |
|  |                                        |  |  |  |  |  |  |  |  |  |  |  |  |  |  |  |
|  |                                        |  |  |  |  |  |  |  |  |  |  |  |  |  |  |  |
|  | 11. Zahra Khanum                       |  |  |  |  |  |  |  |  |  |  |  |  |  |  |  |
|  |                                        |  |  |  |  |  |  |  |  |  |  |  |  |  |  |  |
|  |                                        |  |  |  |  |  |  |  |  |  |  |  |  |  |  |  |
|  | 1. Príncipe Heredero Reza Ciro de Irán |  |  |  |  |  |  |  |  |  |  |  |  |  |  |  |
|  |                                        |  |  |  |  |  |  |  |  |  |  |  |  |  |  |  |
|  |                                        |  |  |  |  |  |  |  |  |  |  |  |  |  |  |  |
|  | 12. Mehdi Diba                         |  |  |  |  |  |  |  |  |  |  |  |  |  |  |  |
|  |                                        |  |  |  |  |  |  |  |  |  |  |  |  |  |  |  |
|  |                                        |  |  |  |  |  |  |  |  |  |  |  |  |  |  |  |
|  | 6. Capitán Sohrab Diba                 |  |  |  |  |  |  |  |  |  |  |  |  |  |  |  |
|  |                                        |  |  |  |  |  |  |  |  |  |  |  |  |  |  |  |
|  |                                        |  |  |  |  |  |  |  |  |  |  |  |  |  |  |  |
|  | 3. Farah Diba                          |  |  |  |  |  |  |  |  |  |  |  |  |  |  |  |
|  |                                        |  |  |  |  |  |  |  |  |  |  |  |  |  |  |  |
|  |                                        |  |  |  |  |  |  |  |  |  |  |  |  |  |  |  |
|  | 7. Farideh Ghotbi                      |  |  |  |  |  |  |  |  |  |  |  |  |  |  |  |
|  |                                        |  |  |  |  |  |  |  |  |  |  |  |  |  |  |  |
|  |                                        |  |  |  |  |  |  |  |  |  |  |  |  |  |  |  |